# Puente del Gran Belt
El puente del Gran Belt (en danés: Storebæltsforbindelsen) es un puente colgante que conecta las islas danesas de Selandia y Fionia salvando el estrecho del Gran Belt. El puente forma parte de toda una estructura que une dichas islas, alcanzando una longitud de unos 16 km entre ambos extremos del puente, y que pasa por una pequeña isla denominada Sprogø. El tramo colgante, de 1,62 km, conocido como el Puente de Oriente, se encuentra en el centro del tramo entre Sprogø y Selandia. Es el tercer puente colgante más largo del mundo por detrás del Gran Puente de Akashi Kaikyō y del puente de Xihoumen de la provincia de Zhejiang en China. Fue diseñado por el estudio de arquitectura danesa Dissing + Weitling.

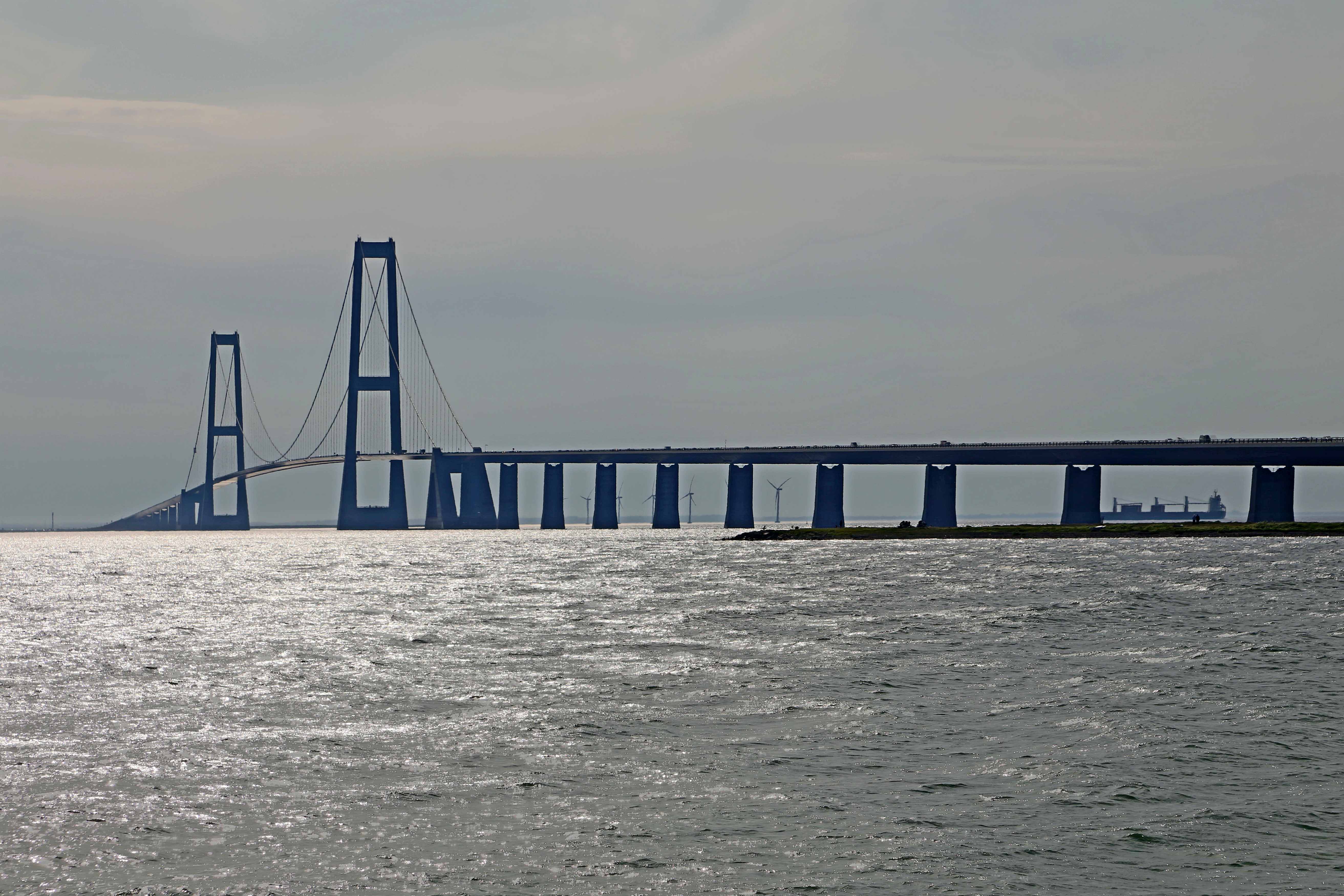
El puente colgante de 18 km que cruza el Gran Belt. Conexión entre las partes oriental y occidental de Dinamarca.

El puente reemplazó el servicio de transbordador o ferry que había sido el principal medio de cruce del Gran Belt durante más de 100 años. El puente fue abierto al tráfico rodado en julio de 1998, así como al transporte ferroviario, que cuenta con doble vía. A un costo estimado en 21,4 mil millones de coronas danesas (precios de 1988), es el mayor proyecto de construcción en la historia de Dinamarca. Su operación y mantenimiento se llevan a cabo por A/S Storebælt bajo Sund & Bælt. Su construcción y mantenimiento son financiados por los peajes de vehículos y trenes.
El puente ha reducido significativamente los tiempos de viaje, antes el ferry tomaba alrededor de una hora y ahora el Gran Belt se puede cruzar en unos 10 minutos. La construcción del Puente del Gran Belt y del puente de Oresund que, en conjunto, permitieron la unión del continente europeo con Suecia y el resto de Escandinavia a través de Dinamarca, acortando en gran medida el camino alternativo por tierra a través de Finlandia.

## Historia
Las ideas para la construcción de una estructura que conectara las islas surgieron en 1850. En 1934, el gobierno danés manifestó su interés en la construcción de este puente, en 1948 el Ministerio danés de Transportes (Transportministeriet) comenzó a estudiar las condiciones para comenzar las obras en el estrecho. La primera ley que autorizaba la construcción fue promulgada en 1973, pero el proyecto sólo llegó a ser destacado de nuevo en 1978 y nuevamente en 1986. Aprobado oficialmente en 1987, los trabajos comenzaron en 1988. 
En 1991, el gobierno de Finlandia recurrió ante la Corte Internacional de Justicia, interrumpiendo la construcción al afirmar que el puente dañaría el tráfico marítimo en el estrecho. Dinamarca y Finlandia negociaron alrededor de 90 millones de coronas danesas para que el gobierno finlandés retirara la denuncia y la construcción fuera finalmente completada.
Durante la construcción, se informó de 479 accidentes de trabajo, de los cuales 53 fueron lesiones graves o mortales. Al menos siete trabajadores murieron como consecuencia de accidentes relacionados con el trabajo.

### Puente del Este
Construido entre 1991 y 1998 con un coste de 950 millones de dólares, el Puente del Este (Østbroen) es un puente colgante entre Halsskov y Sprogø. Tiene una longitud de 6.790 metros y una luz libre de 1.624 metros[2]. El puente Akashi-Kaikyo se inauguró dos meses antes. Estaba previsto que el Puente Este se terminara a tiempo para ser el más largo, pero se retrasó. El espacio vertical para los barcos es de 65 metros, lo que significa que el mayor crucero del mundo, un barco de la clase Oasis, cabe por debajo con la chimenea plegada.
A 254 metros sobre el nivel del mar, los dos pilones del Puente del Este son los puntos más altos de las estructuras autoportantes de Dinamarca. Algunos mástiles de radio, como el del transmisor de Tommerup, son más altos.
Para mantener tensados los cables principales, se ha colocado una estructura de anclaje a cada lado del vano por debajo del tablero de la carretera. Después de 15 años, los cables no se han oxidado. Estaba previsto pintarlos por 15 millones de coronas, pero debido a la corrosión de los cables en otros puentes, se decidió instalar en su lugar un sistema de deshumidificación sellado de 70 millones de coronas en los cables. La empresa de ingeniería británica Spencer Group, con la ayuda de los subcontratistas daneses Davai, que aportó la mano de obra, y Belvent A/S, que proporcionó el sistema de deshumidificación. Diecinueve pilares de hormigón (12 en el lado zelandés y siete en el de Sprogø), separados por 193 metros, soportan el tablero de la carretera fuera del vano.

### Puente Oeste
El Puente Oeste (Vestbroen) es un puente de vigas cajón. entre Sprogø y Knudshoved. Tiene una longitud de 6.611 metros y una altura libre para los barcos de 18 metros. En realidad, se trata de dos puentes separados y adyacentes: el del norte transporta el tráfico ferroviario y el del sur el tráfico rodado. Los pilares de los dos puentes se apoyan en cimientos comunes por debajo del nivel del mar. El Puente Oeste se construyó entre 1988 y 1994; su tablero de carretera/ferrocarril consta de 63 secciones, apoyadas en 62 pilares.

### Túnel Este
Los tubos gemelos del túnel Este (Østtunnelen) tienen una longitud de 8.024 m cada uno. Hay 31 túneles de conexión entre los dos túneles principales, a intervalos de 250 metros. Los equipos necesarios para el funcionamiento de los trenes en los túneles se instalan en los túneles de conexión, que también sirven como vías de escape de emergencia.
La construcción del túnel sufrió retrasos y sobrecostes. El plan era abrirlo en 1993, dando a los trenes una ventaja de tres años sobre el tráfico por carretera, pero el tráfico de trenes comenzó en 1997 y el de carretera en 1998. Durante la construcción, el lecho marino cedió y uno de los túneles se inundó. El agua siguió subiendo y llegó al final en Sprogø, donde continuó en el otro túnel (aún seco). El agua dañó dos de las cuatro tuneladoras, pero ningún trabajador resultó herido. Sólo colocando una manta de arcilla en el fondo del mar fue posible secar los túneles. Las dos máquinas dañadas fueron reparadas y la mayor parte de la excavación se realizó desde el lado de Sprogø. Las máquinas del lado zelandés excavaron en un terreno difícil y avanzaron poco. Un gran incendio en una de las máquinas de Zealandia en junio de 1994 detuvo estos trabajos y los túneles fueron completados por las dos máquinas de Sprogø.
Un total de 320 trabajadores de aire comprimido estuvieron implicados en 9.018 exposiciones a la presión en las cuatro tuneladoras. El proyecto tuvo una incidencia del síndrome de descompresión del 0,14%, con dos trabajadores con síntomas residuales a largo plazo.

## Implicaciones de tráfico

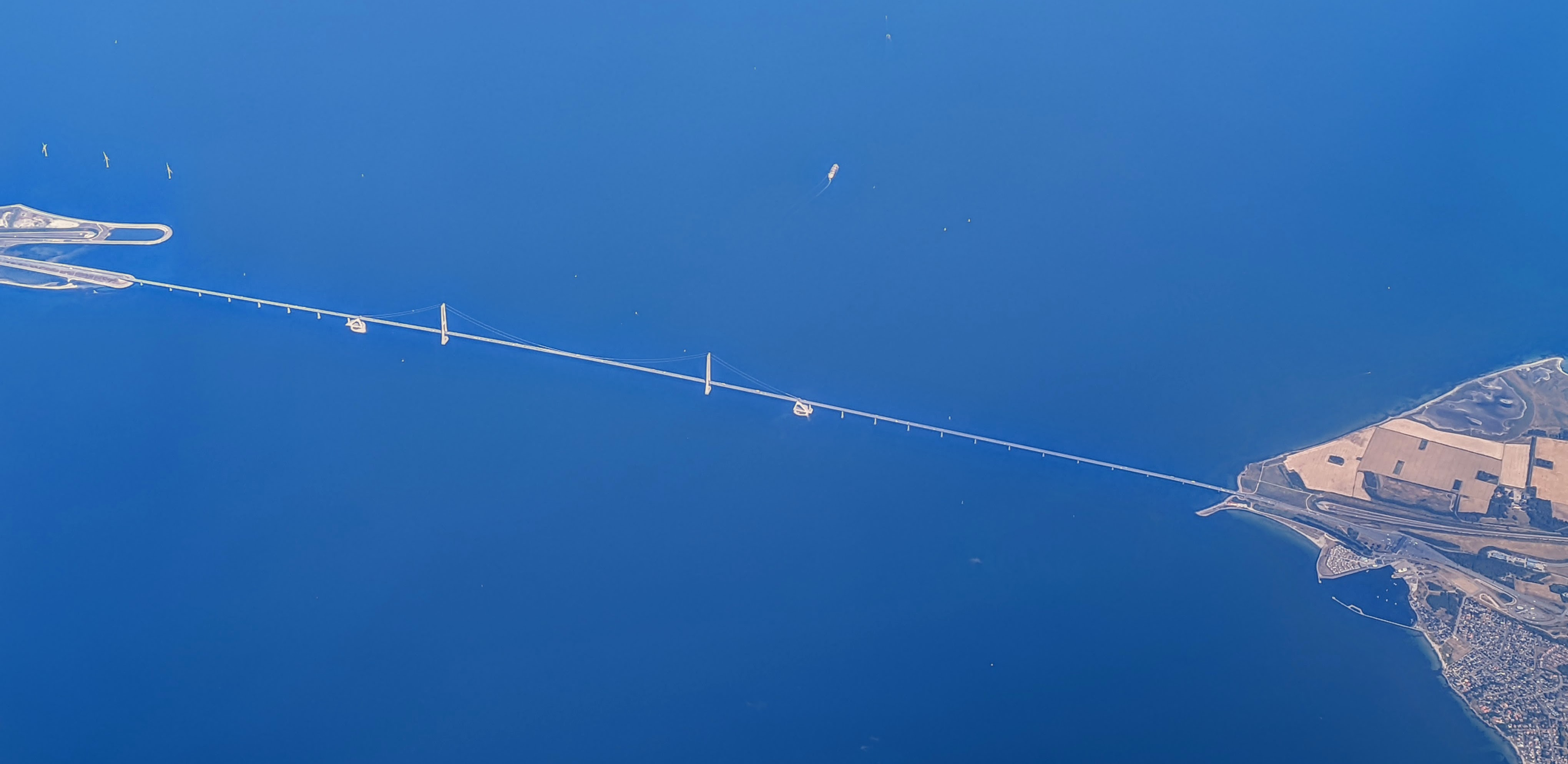
Vista aérea de la parte este, con el Puente Este o Storebæltsbroen

Antes de la apertura del enlace, un promedio de 8000 coches usaban los transbordadores a través del Gran Belt todos los días. El tráfico a través del estrecho aumentó un 127 por ciento durante el primer año después de la apertura del enlace debido al llamado salto de tráfico: nuevo tráfico generado por la mayor facilidad y menor precio de cruzar el Gran Belt. En 2021, una media de 34 100 vehículos utilizaron el enlace cada día. El 7 de agosto de 2022, un récord de 61 528 vehículos pasaron por el puente en 24 horas. El aumento del tráfico se debe en parte al crecimiento general del tráfico, en parte al desvío del volumen de tráfico de otros servicios a través de transbordadores y servicios.
El enlace fijo ha producido ahorros considerables en el tiempo de viaje entre el este y el oeste de Dinamarca. Anteriormente, se tardaba aproximadamente 90 minutos de media en cruzar el Gran Belt en coche con transbordo en ferry, incluido el tiempo de espera en los puertos. Tomó mucho más tiempo durante los períodos pico, como los fines de semana y los días festivos. Con la apertura del enlace, el trayecto ahora es de entre 10 y 15 minutos.
En tren, el ahorro de tiempo también es significativo. El viaje se ha reducido en 60 minutos y hay muchos más asientos disponibles porque se pueden agregar más vagones a un tren que no suelen caber en un ferry. La capacidad de asientos ofrecida por DSB en el Gran Belt en un miércoles normal ha aumentado de 11 060 asientos a 37 490 asientos. Los viernes la capacidad de asientos supera los 40 000 asientos.
Los tiempos de viaje más cortos son: Copenhague–Odense 1 hora 15 minutos, Copenhague–Aarhus 2 horas 30 minutos, Copenhague–Aalborg 3 horas 55 minutos y Copenhague–Esbjerg 2 horas 35 minutos.
Han cesado los vuelos entre el Aeropuerto de Copenhague y el de Odense, y entre Copenhague y el Esbjerg, y el tren ahora tiene la mayor cuota de mercado entre Copenhague y Aarhus.
Junto con el Puente Øresund y los dos puentes Pequeño Belt, el enlace proporciona una conexión fija directa entre Europa continental occidental y el norte de Escandinavia, eventualmente conectando todas las partes de la Unión Europea excepto Irlanda, Malta, Chipre y las islas periféricas. La mayoría de las personas de Zelanda todavía prefieren tomar el ferry entre Puttgarden y Rødby, ya que es una distancia mucho más corta y proporciona un descanso necesario para aquellos que viajan largas distancias.
Para los trenes de carga, los enlaces fijos son una gran mejora entre Suecia y Alemania, y entre Suecia y el Reino Unido. El sistema de ferry de Suecia a Alemania todavía se utiliza en cierta medida debido a la capacidad ferroviaria limitada, con un tráfico pesado de pasajeros sobre los puentes y algunos tramos de vía única en el sur de Dinamarca y el norte de Alemania.
El Gran Belt fue utilizado por trenes de pasajeros nocturnos ahora desaparecidos entre Copenhague y Alemania, que eran demasiado largos para caber en los transbordadores. Los trenes diurnos en la ruta Copenhague-Hamburgo primero continuaron usando los transbordadores Fehmarn Belt, utilizando trenes diésel cortos, pero ahora también usan la ruta Gran Belt, que potencialmente permite el uso de trenes más largos, aumentando la capacidad.
Para 2028, se espera que el Enlace fijo de Fehmarn esté completo y gran parte del tráfico internacional se desplace desde el Enlace  Fijo de Gran Belt . Esta ruta más directa reducirá el viaje en tren de Hamburgo a Copenhague de 4:45 a 3:30 horas.

### Cargos de peaje

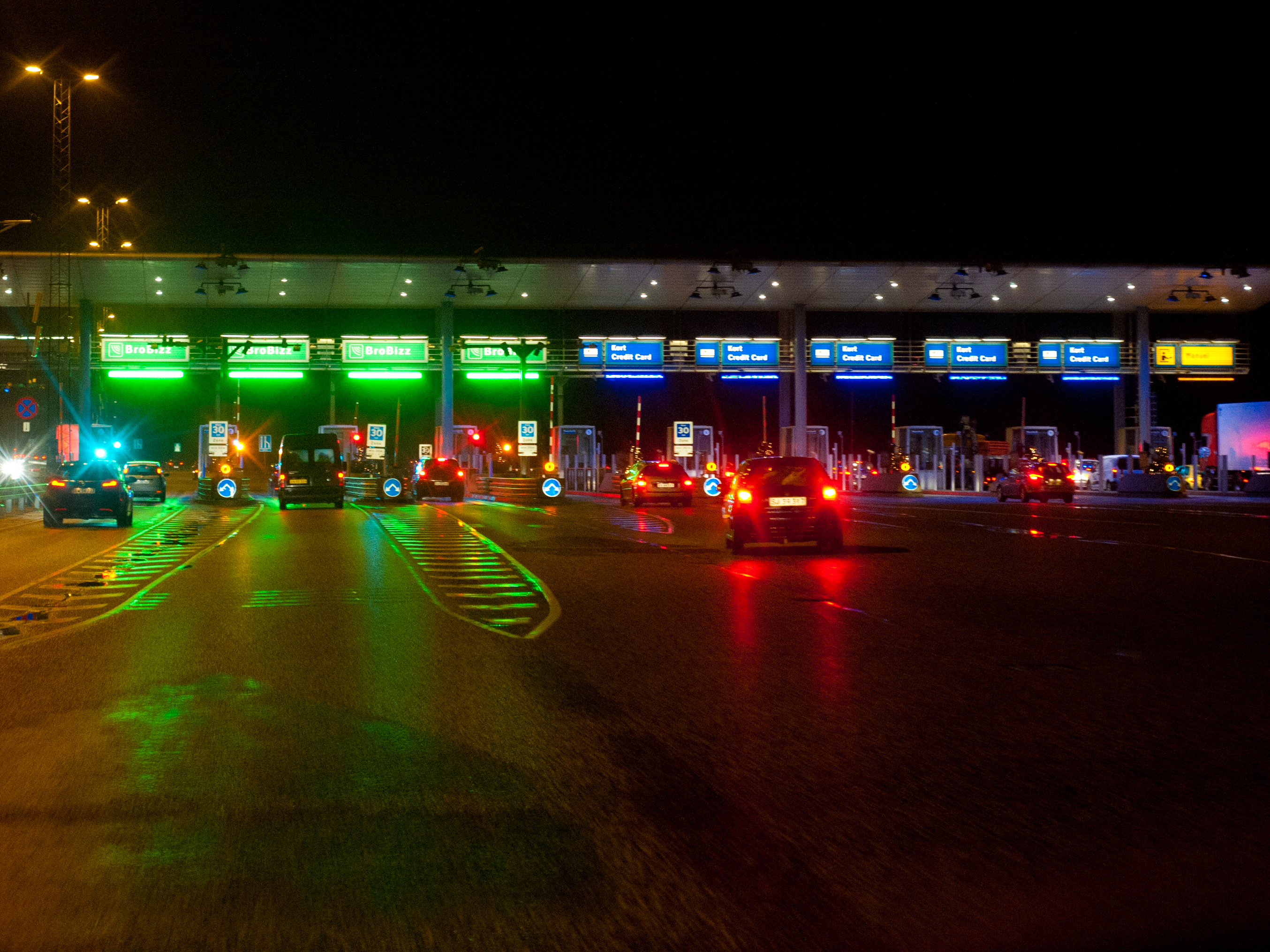
La zona de peaje por la noche. Cada cabina se puede utilizar para cobro de peaje electrónico (cabinas verdes), tarjeta de crédito (cabinas azules) o pago manual (cabinas amarillas), dependiendo de la carga en cada método de pago.

En 2019, los peajes de vehículos fueron:
| Vehículo | Un viaje       | Un día con retorno | Notas                                                                                  |
| --- | -------------- | ------------------ | -------------------------------------------------------------------------------------- |
| Coche estándar | 245 DKK (€35)  | Variable           | Precio con descuento de 193,80 DKK por usar BroBizz y formar parte del Club Storebælt. |
| Motocicleta | 130 DKK (€18)  | (N/A)              | Solo motocicletas individuales. Combinaciones de remolque cobradas a 245 DKK (€35).    |
| Casa rodante, 6–10 m | 370 DKK (€52)  | (N/A)              | Peso total hasta 3500 kg. Autocaravanas de más de 3500 kg cobran 610 DKK (85 €).       |
| Autobús turístico, 10–20 m | 965 DKK (€135) | (N/A)              | —                                                                                      |
| En comparación con los trenes, la travesía más corta posible del Belt (Nyborg a Korsør): 106 DKK (billete estándar). Boleto DSB Orange con descuento desde 25 DKK. |                |                    |                                                                                        |